# 斯蒂芬·麥克金
斯蒂芬·麥克金（英語：Stephen McGinn；1988年12月2日—）是一位蘇格蘭足球運動員。在場上的位置是中場。他也代表蘇格蘭足球代表隊參賽，並曾為蘇格蘭U21上陣8場。

## 外部連結
- 足球数据库：斯蒂芬·麥克金的球员统计数据
- Sheffield United FC Official Player Profile